# Episodi di The Get Down
La prima e unica stagione della serie televisiva The Get Down, composta da 11 episodi, è stata resa disponibile sul servizio di streaming on demand Netflix in due parti separate: la prima parte della stagione è stata pubblicata il 12 agosto 2016, mentre la seconda parte è stata pubblicata il 7 aprile 2017.
| nº            | Titolo originale                                  | Titolo italiano                                       | Pubblicazione USA | Pubblicazione Italia |
| Prima parte   | Prima parte                                       | Prima parte                                           | Prima parte       | Prima parte          |
| ------------- | ------------------------------------------------- | ----------------------------------------------------- | ----------------- | -------------------- |
| 1             | Where There Is Ruin, There Is Hope for a Treasure | Ovunque è una rovina, è pure la speranza di un tesoro | 12 agosto 2016    | 12 agosto 2016       |
| 2             | Seek Those Who Fan Your Flames                    | Cerca coloro che alimentano le tue fiamme             | 12 agosto 2016    | 12 agosto 2016       |
| 3             | Darkness Is Your Candle                           | Il buio è la tua candela                              | 12 agosto 2016    | 12 agosto 2016       |
| 4             | Forget Safety, Be Notorious                       | Dimentica la sicurezza, diventa famoso                | 12 agosto 2016    | 12 agosto 2016       |
| 5             | You Have Wings, Learn to Fly                      | Hai le ali, impara a usarle e vola                    | 12 agosto 2016    | 12 agosto 2016       |
| 6             | Raise Your Words, Not Your Voice                  | Innalza le tue parole, non la voce                    | 12 agosto 2016    | 12 agosto 2016       |
| Seconda parte |                                                   |                                                       |                   |                      |
| 7             | Unfold Your Own Myth                              | Realizza la tua leggenda                              | 7 aprile 2017     | 7 aprile 2017        |
| 8             | The Beat Says, This Is the Way                    | Il beat indica la strada                              | 7 aprile 2017     | 7 aprile 2017        |
| 9             | One by One, Into the Dark                         | Uno per uno, nell'oscurità                            | 7 aprile 2017     | 7 aprile 2017        |
| 10            | Gamble Everything                                 | Giocarsi tutto                                        | 7 aprile 2017     | 7 aprile 2017        |
| 11            | Only from Exile Can We Come                       | Solo dall'esilio possiamo tornare a casa              | 7 aprile 2017     | 7 aprile 2017        |

## Ovunque è una rovina, è pure la speranza di un tesoro
- Titolo originale: Where There is Ruin, There is Hope for a Treasure
- Diretto da: Baz Luhrmann
- Scritto da: Baz Luhrmann e Stephen Adly Guirgis (soggetto); Baz Luhrmann, Stephen Adly Guirgis e Seth Zvi Rosenfeld (sceneggiatura)

### Trama
- Durata: 93 minuti
- Guest star: Jaden Smith (Marcus 'Dizzee' Kipling), Daveed Diggs (Ezekiel "Books" Figuero da adulto), con Giancarlo Esposito (Pastore Ramon Cruz), Stefanée Martin (Yolanda Kipling), Shyrley Rodriguez (Regina), Mamoudou Athie (Grandmaster Flash), Karen Aldridge (Adele Kipling), Kevin Corrigan (Jackie Moreno), Brandon J. Dirden (Leon), Michel Gill (Herbert Gunns), Zabryna Guevara (Lydia Cruz), Ron Cephas Jones (Winston Kipling), Judy Marte (Wanda), Evan Parke, Billy Porter (DJ Malibu), Sal Rendino (Stanley Kelly), Yolonda Ross (Signorina Green), Tory Devon Smith (Little Wolf), Lillias White (Fat Annie), Frank Wood (Ed Koch).

## Cerca coloro che alimentano le tue fiamme
- Titolo originale: Seek Those Who Fan Your Flames
- Diretto da: Ed Bianchi
- Scritto da: Sam Bromell, Sinead Daly e Jacqui Rivera

### Trama
- Durata: 58 minuti
- Guest star: Jaden Smith (Marcus 'Dizzee' Kipling), Daveed Diggs (Ezekiel "Books" Figuero da adulto), con Giancarlo Esposito (Pastore Ramon Cruz), Stefanée Martin (Yolanda Kipling), Shyrley Rodriguez (Regina), Mamoudou Athie (Grandmaster Flash), Karen Aldridge (Adele Kipling), Kevin Corrigan (Jackie Moreno), Brandon J. Dirden (Leon), Zabryna Guevara (Lydia Cruz), Judy Marte (Wanda), Evan Parke, Yolonda Ross (Signorina Green), Lee Tergesen (Ispettore Moach), Lillias White (Fat Annie).

## Il buio è la tua candela
- Titolo originale: Darkness Is Your Candle
- Diretto da: Andrew Bernstein
- Scritto da: T Cooper, Allison Glock-Cooper e Stephen Adly Guirgis

### Trama
- Durata: 57 minuti
- Guest star: Jaden Smith (Marcus 'Dizzee' Kipling), Daveed Diggs (Ezekiel "Books" Figuero da adulto), Stefanée Martin (Yolanda Kipling), Shyrley Rodriguez (Regina), Karen Aldridge (Adele Kipling), Eric Bogosian (Roy Asheton), Kevin Corrigan (Jackie Moreno), Brandon J. Dirden (Leon), Zabryna Guevara (Lydia Cruz), Ron Cephas Jones (Winston Kipling), Judy Marte (Wanda), Lillias White (Fat Annie).

## Dimentica la sicurezza, diventa famoso
- Titolo originale: Forget Safety, Be Notorious
- Diretto da: Ed Bianchi
- Scritto da: Aaron Rahsaan Thomas

### Trama
- Durata: 64 minuti
- Guest star: Jaden Smith (Marcus 'Dizzee' Kipling), Daveed Diggs (Ezekiel "Books" Figuero da adulto), con Giancarlo Esposito (Pastore Ramon Cruz), Stefanée Martin (Yolanda Kipling), Shyrley Rodriguez (Regina), Mamoudou Athie (Grandmaster Flash), Karen Aldridge (Adele Kipling), Kevin Corrigan (Jackie Moreno), Michel Gill (Herbert Gunns), Zabryna Guevara (Lydia Cruz), Eric D. Hill (DJ Kool Herc), Ron Cephas Jones (Winston Kipling), Noah Le Gros (Thor), Judy Marte (Wanda), Sal Rendino (Stanley Kelly), Yolonda Ross (Signorina Green), Tory Devon Smith (Little Wolf), Lillias White (Fat Annie), Frank Wood (Ed Koch).

## Hai le ali, impara a usarle e vola
- Titolo originale: You Have Wings, Learn to Fly
- Diretto da: Michael Dinner
- Scritto da: Seth Zvi Rosenfeld

### Trama
- Durata: 53 minuti
- Guest star: Jaden Smith (Marcus 'Dizzee' Kipling), con Giancarlo Esposito (Pastore Ramon Cruz), Stefanée Martin (Yolanda Kipling), Shyrley Rodriguez (Regina), Mamoudou Athie (Grandmaster Flash), Kevin Corrigan (Jackie Moreno), Brandon J. Dirden (Leon), Michel Gill (Herbert Gunns), Zabryna Guevara (Lydia Cruz), Eric D. Hill (DJ Kool Herc), Judy Marte (Wanda), Evan Parke, Yolonda Ross (Signorina Green), Lillias White (Fat Annie).

## Innalza le tue parole, non la voce
- Titolo originale: Raise Your Words, Not Your Voice
- Diretto da: Ed Bianchi
- Scritto da: Seth Zvi Rosenfeld e Sam Bromell

### Trama
- Durata: 57 minuti
- Guest star: Jaden Smith (Marcus 'Dizzee' Kipling), Daveed Diggs (Ezekiel "Books" Figuero da adulto), con Giancarlo Esposito (Pastore Ramon Cruz), Stefanée Martin (Yolanda Kipling), Shyrley Rodriguez (Regina), Mamoudou Athie (Grandmaster Flash), Eric Bogosian (Roy Asheton), Annika Boras, Kevin Corrigan (Jackie Moreno), Brandon J. Dirden (Leon), Julia Garner (Claudia Gunns), Michel Gill (Herbert Gunns), Zabryna Guevara (Lydia Cruz), Alexis Krause (Leslie Lesgold), Noah Le Gros (Thor), Judy Marte (Wanda), Evan Parke, Tory Devon Smith (Little Wolf), Lillias White (Fat Annie), Frank Wood (Ed Koch).

## Realizza la tua leggenda
- Titolo originale: Unfold Your Own Myth
- Diretto da: Lawrence Trilling
- Scritto da: Stephen Adly Guirgis

### Trama
- Durata: 50 minuti
- Guest star: Jaden Smith (Marcus 'Dizzee' Kipling), Daveed Diggs (Ezekiel "Books" Figuero da adulto), con Giancarlo Esposito (Pastore Ramon Cruz), Stefanée Martin (Yolanda Kipling), Shyrley Rodriguez (Regina), Mamoudou Athie (Grandmaster Flash), Eric Bogosian (Roy Asheton), Kevin Corrigan (Jackie Moreno), Julia Garner (Claudia Gunns), Michel Gill (Herbert Gunns), Zabryna Guevara (Lydia Cruz), Jeremie Harris (Shane Vincent), Eric D. Hill (DJ Kool Herc), Noah Le Gros (Thor), Okieriete Onaodowan (Afrika Bambaataa), Tory Devon Smith (Little Wolf), Frank Wood (Ed Koch).

## Il beat indica la strada
- Titolo originale: The Beat Says, This Is the Way
- Diretto da: Ed Bianchi
- Scritto da: Aaron Rahsaan Thomas

### Trama
- Durata: 58 minuti
- Guest star: Jaden Smith (Marcus 'Dizzee' Kipling), Daveed Diggs (Ezekiel "Books" Figuero da adulto), con Giancarlo Esposito (Pastore Ramon Cruz), Stefanée Martin (Yolanda Kipling), Shyrley Rodriguez (Regina), Karen Aldridge (Adele Kipling), Mamoudou Athie (Grandmaster Flash), Eric Bogosian (Roy Asheton), Ron Cephas Jones (Winston Kipling), Kevin Corrigan (Jackie Moreno), Brandon J. Dirden (Leon), Michel Gill (Herbert Gunns), Zabryna Guevara (Lydia Cruz), Jeremie Harris (Shane Vincent), Eric D. Hill (DJ Kool Herc), Judy Marte (Wanda), Okieriete Onaodowan (Afrika Bambaataa), Lillias White (Fat Annie), Frank Wood (Ed Koch).

## Uno per uno, nell'oscurità
- Titolo originale: One by One, Into the Dark
- Diretto da: Clark Johnson
- Scritto da: Nelson George

### Trama
- Durata: 53 minuti
- Guest star: Jaden Smith (Marcus 'Dizzee' Kipling), Daveed Diggs (Ezekiel "Books" Figuero da adulto), con Giancarlo Esposito (Pastore Ramon Cruz), Stefanée Martin (Yolanda Kipling), Shyrley Rodriguez (Regina), Eric Bogosian (Roy Asheton), Ron Cephas Jones (Winston Kipling), Brandon J. Dirden (Leon), Michel Gill (Herbert Gunns), Zabryna Guevara (Lydia Cruz), Jeremie Harris (Shane Vincent), Noah Le Gros (Thor), Judy Marte (Wanda), Tory Devon Smith (Little Wolf), Lillias White (Fat Annie), Frank Wood (Ed Koch).

## Giocarsi tutto
- Titolo originale: Gamble Everything
- Diretto da: Ed Bianchi
- Scritto da: Seth Zvi Rosenfeld

### Trama
- Durata: 50 minuti
- Guest star: Jaden Smith (Marcus 'Dizzee' Kipling), Daveed Diggs (Ezekiel "Books" Figuero da adulto), con Giancarlo Esposito (Pastore Ramon Cruz), Stefanée Martin (Yolanda Kipling), Shyrley Rodriguez (Regina), Karen Aldridge (Adele Kipling), Eric Bogosian (Roy Asheton), Renée Elise Goldsberry (Misty Holloway), Zabryna Guevara (Lydia Cruz), Jeremie Harris (Shane Vincent), Jamie Jackson (Robert Stigwood), Bryce Pinkham (Julien), Lillias White (Fat Annie).

## Solo dall'esilio possiamo tornare a casa
- Titolo originale: Only from Exile Can We Come
- Diretto da: Ed Bianchi
- Scritto da: Sam Bromell e Jacqui Rivera

### Trama
- Durata: 75 minuti
- Guest star: Jaden Smith (Marcus 'Dizzee' Kipling), Daveed Diggs (Ezekiel "Books" Figuero da adulto), Stefanée Martin (Yolanda Kipling), Shyrley Rodriguez (Regina), Mamoudou Athie (Grandmaster Flash), Eric Bogosian (Roy Asheton), Kevin Corrigan (Jackie Moreno), Brandon J. Dirden (Leon), Zabryna Guevara (Lydia Cruz), Jeremie Harris (Shane Vincent), Eric D. Hill (DJ Kool Herc), Jamie Jackson (Robert Stigwood), Noah Le Gros (Thor), Imani Lewis (Tanya), Judy Marte (Wanda), Okieriete Onaodowan (Afrika Bambaataa), Tory Devon Smith (Little Wolf), Lee Tergesen (Ispettore Moach), Lillias White (Fat Annie).